# Elecciones generales de Bangladés de 2001
Las elecciones generales de Bangladés de 2001 se llevaron a cabo el 1 de octubre de 2001. Son 300 los escaños a disputarse en el Jatiyo Sangshad (Parlamento Nacional), y asistieron 1.935 candidatos que representaban a los 54 partidos políticos del país, la cifra incluye además a 484 candidaturas independientes. Esta elección es la segunda que se celebra bajo el gobierno de transición iniciado en 1996.

## Sistema de gobierno

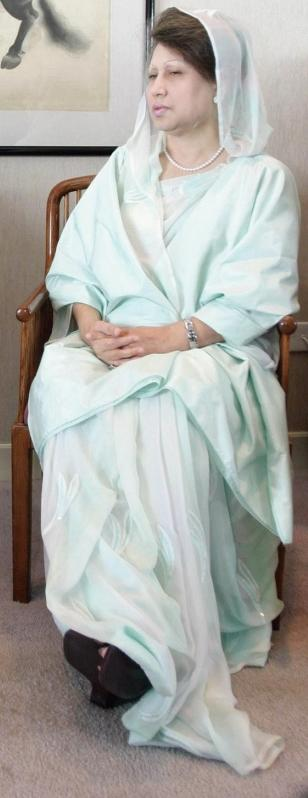
Jaleda Zia, Primer ministro de Bangladés electa por el Parlamento en 2001.

Bangladés es una república parlamentaria. Las elecciones para el parlamento unicameral (conocido como Jatiyo Sangshad) en las que todos los ciudadanos de 18 años o más pueden votar, se celebran cada cinco años. El edificio del parlamento es conocido como Jatiyo Sangshad Bhaban y fue diseñado por el arquitecto Louis Kahn. Actualmente, el parlamento tiene 345 miembros incluyendo 45 puestos reservados para las mujeres, elegidas en distritos electorales. 
El primer ministro, como el jefe de gobierno, elige a los miembros del gabinete y se encarga de los asuntos cotidianos del Estado. El presidente es el jefe de Estado y el comandante en jefe del ejército bengalí, además de que es elegido por el parlamento, mientras que el primer ministro es el líder o jefe del partido mayoritario del Parlamento.

## Partidos políticos
En estas elecciones se enfrentaban las tres principales fuerzas políticas del país: el Partido Nacionalista de Bangladés (BNP) liderado por Jaleda Zia, quien fuera la vencedora y nominada a primer ministro, también está la Liga Awami, encabezada por Sheikh Hasina y el Partido Jatiya (Ershad) (PJ-E), dirigido por Hossain Mohammad Ershad. Estras tres colectividades tenían pretensiones de lograr la jefatura de gobierno.
Sin embargo, otras colectividades también llevaron candidaturas al Parlamento. El Partido Jamaat-e-Islami, el Partido Jatiya (Naziur), el Frente de Unidad de Bangladés, la Liga Popular de Trabajadores Campesinos y el Partido Jatiya (Manju) lograron también representación parlamentaria, menor en proporción a las colectividades dominantes.

## Resultados electorales
|  | 41,40 % |

|  | 40,02 % |

|  | 7,22 % |

|  | 4,28 % |

|  | 0,94 % |

|  | 0,56 % |

|  | 0,47 % |

|  | 0,44 % |

|  | 4,06 % |

|  | 100 % |